# SN 1990E
SN 1990E – supernowa typu II-P odkryta 16 lutego 1990 roku w galaktyce NGC 1035. Jej maksymalna jasność wynosiła 15,20m.